# Чемпионат СССР по вольной борьбе 1953
9-й чемпионат СССР по вольной борьбе проходил в Тбилиси с 12 по 15 апреля 1953 года. В соревнованиях участвовало 164 борца от 11 союзных республик и городов Москвы и Ленинграда.

## Медалисты
| Весовая категория | Золото                               | Серебро                                | Бронза                                    |
| ----------------- | ------------------------------------ | -------------------------------------- | ----------------------------------------- |
| Наилегчайший вес  | Георгий Саядов «Динамо» (Баку)       | Игорь Караваев «Динамо» (Москва)       | С. Мкртычян «Искра» (Ереван)              |
| Легчайший вес     | Варлам Гигиадзе «Искра» (Тбилиси)    | Рашид Мамедбеков «Искра» (Баку)        | Сергей Кашкин «Калев» (Таллин)            |
| Полулёгкий вес    | Николай Музашвили «Динамо» (Тбилиси) | Арво Мыттус «Калев» (Таллин)           | Владимир Мартиросов «Динамо» (Баку)       |
| Лёгкий вес        | Элмар Рунге «Калев» (Таллин)         | Сергей Габараев «Динамо» (Тбилиси)     | В. Ширяев «Трудовые Резервы» (Ленинград)  |
| Полусредний вес   | Вахтанг Балавадзе «Наука» (Тбилиси)  | Мухтар Дадашев «Динамо» (Баку)         | Василий Рыбалко «Динамо» (Киев)           |
| Средний вес       | Николай Комов «Спартак» (Киев)       | Георгий Схиртладзе «Спартак» (Тбилиси) | Эндель Саар «Спартак» (Таллин)            |
| Полутяжёлый вес   | Шота Даушвили «Динамо» (Тбилиси)     | Николай Гурин «Наука» (РСФСР)          | Анатолий Купцов «Крылья Советов» (Москва) |
| Тяжёлый вес       | Арсен Мекокишвили «Динамо» (Москва)  | Шота Мдинарадзе «Искра» (Тбилиси)      | Борис Прутковский «Динамо» (Ленинград)    |